# Часове кодування кубітів
Часове кодування кубітів - це метод, яка використовується в квантовій інформатиці для кодування кубіта інформації на фотоні. Квантова інформатика використовує кубіти як основний ресурс, подібний до бітів у класичних обчисленнях. Кубіти - це будь-яка дворівнева квантово-механічна система; існує багато різних фізичних реалізацій кубітів, однією з яких є часове кодування.
Незважаючи на те, що метод часового кодування дуже надійний проти декогеренції, він не дозволяє легко взаємодіяти різним кубітам. Таким чином, він набагато корисніший у квантовому зв'язку (наприклад, квантовій телепортації та квантовому розподілі ключа), ніж у квантових обчисленнях.

## Побудова кубіта, кодованого часом
Часове кодування виконується шляхом пропускання одиночного фотону через  інтерферометр Маха – Цендера (MZ), показаний тут чорним кольором. Фотон, що йде зліва, проходить одним із двох шляхів (показано синім і червоним); направляюча може бути виконана за допомогою оптичного волокна або просто у вільному просторі за допомогою дзеркал та  поляризаційних дільників поменя. Один із двох шляхів довший за інший. Різниця в довжині шляху повинна бути більше, ніж довжина когерентності фотона, щоб бути впевненим, що пройдений шлях можна однозначно розрізнити. Інтерферометр повинен підтримувати стабільну фазу, що означає, що різниця довжини шляху повинна змінюватися набагато менше, ніж довжина хвилі світла під час експерименту. Зазвичай для цього потрібна активна стабілізація температури.
Якщо фотон проходить короткий шлях, він, як кажуть, знаходиться у стані {\displaystyle |0\rangle }; якщо він займає довгий шлях, він, як кажуть, знаходиться у стані {\displaystyle |1\rangle }. Якщо фотон має ненульову ймовірність обрати будь-який шлях, то він знаходиться в когерентній суперпозиції двох станів:
{\displaystyle |\psi \rangle =\alpha |0\rangle +\beta |1\rangle ,\,}
Ці когерентні суперпозиції двох можливих станів називаються кубітами і є основним компонентом квантової інформатики.
Як правило, легко змінювати  фазу, отриману фотоном між двома шляхами, наприклад, розтягуючи волокно, тоді як набагато складніше змінювати амплітуди, які тому фіксовані, зазвичай на 50%. Тоді створений кубіт є
{\displaystyle |\psi \rangle ={\frac {|0\rangle +e^{i\phi }|1\rangle }{\sqrt {2}}},}
що охоплює лише підмножину всіх можливих кубітів.
Вимірювання в базисі {{\displaystyle |0\rangle }, {\displaystyle |1\rangle }} виконується шляхом вимірювання часу надходження фотона. Вимірювання в інших базисах може бути досягнуто шляхом пропускання фотона через другий інтерферометр Маха - Цендера перед вимірюванням, хоча, подібно до підготовки стану, можливі установки вимірювань обмежені лише невеликою підмножиною можливих кубітових вимірювань.

## Декогеренція
Кубіти з часовим кодуванням не страждають від деполяризації, що робить їх більш придатними для застосувань волоконної оптики, ніж кодування поляризації. Втрати фотонів легко виявити, оскільки відсутність фотонів не відповідає дозволеному стану, що робить його більш придатним, ніж кодування на основі числа фотонів.

## Приклади застосування
Продемонстровано використання у протоколах розподілу ключа на відстані у 50 км.
Продемонстровано можливість побудування вентиля CNOT.